# Beatrix Portugalská (1504–1538)
Infantka Beatrix Portugalská (portugalsky: Beatriz, 31. prosince 1504 – 8. ledna 1538) byla rodem portugalská princezna a sňatkem s Karlem III., vévodou savojským, se stala savojskou vévodkyní. Od roku 1531 do roku 1538 byla vládnoucí hraběnkou z Asti.

## Život
Narodila se jako dcera Manuela I. Portugalského a jeho druhé manželky Marie Aragonské.
Dne 8. dubna 1521 se ve Villefranche-sur-Mer provdala za Karla III. Savojského. Od roku 1504 byl vévodou, a tak se z Beatrix stala ve chvíli sňatku savojskou vévodkyní.
Beatrix je popisována jako krásná, oslnivá a ctižádostivá. V roce 1531 získala jako léno od svého bratrance a švagra Karla V. hrabství Asti, které po její smrti zdědil její syn a trvale ho začlenil do savojského dědictví.
V roce 1534 uvítala Kristinu Dánskou, schovanku švagra Karla V., na její cestě na svatbu s milánským vévodou. Když Kristina v roce 1535 ovdověla, milánský hrabě Stampa navrhl sňatek mezi Kristinou a Beatrixiným nejstarším synem Ludvíkem, savojským dědicem, ve snaze chránit Miláno od císařské svrchovanosti. Beatrix plán podporovala, a když Ludvík zemřel, navrhla, aby ho nahradil její další syn. Nicméně, nestalo se tak. V dubnu 1536 Beatrix prchla z Francouzi dobytého Savojska ke Kristině do Milána ve společnosti svých dvou nejstarších dosud žijících dětí a s rubášem sv. Josefa z Arimatie z Chambéry. V květnu s Kristinou navštívila císaře v Pavii, ale bez politického úspěchu. Žila pak jako host v Miláně s Kristinou, se kterou byla dobrou přítelkyní. V listopadu 1537 byla Beatrix doprovázena císařským místodržícím v Miláně k císaři do Janova, setkání však opět nepřineslo kýžený výsledek. Pokračovala tedy do Nice, kde se setkala se svým manželem. Tam také v lednu 1538 zemřela.

## Manželství a potomci
Beatrix měla s Karlem devět dětí:
- Adrian Jan Amadeus Savojský (19. listopadu 1522 – 10. ledna 1523)
- Ludvík Savojský (4. prosince 1523 – 26. listopadu 1536)
- Emanuel Filibert Savojský (8. července 1528 – 30. srpna 1580), vévoda savojský a v letech 1556–1559 místodržící habsburského Nizozemí, ⚭ 1559 Markéta Francouzská (5. června 1523 – 15. září 1574), vévodkyně z Berry
- Kateřina Savojská (25. listopadu 1529 – květen 1536)
- Marie Savojská (12. června 1530 – 1531)
- Isabela Savojská (květen 1532 – 24. září 1533)
- Emanuel Savojský (květen 1533)
- Emanuel Savojský (květen 1534)
- Jan Savojský (3. prosince 1537 – 8. ledna 1538)

Po smrti bezdětného krále Sebastiána I. Portugalského (Beatrixina prasynovce), její syn Emanuel Filibert bojoval za svá práva na portugalský trůn, nicméně se mu to nezdařilo a království získal jeho bratranec Filip II. Španělský, syn Beatrixiny starší sestry Isabely.

## Vývod z předků
|                     |                         |  |                        |                              |  |  |  |  |  |  |  | Eduard I. Portugalský |
|                     |                         |  |                        |                              |  |  |  |  |  |  |  |                       |
|                     | Eduard I. Portugalský   |  |                        |                              |  |  |  |  |  |  |  |                       |
|                     |                         |  |                        |                              |  |  |  |  |  |  |  |                       |
|                     |                         |  |                        | Eleonora Aragonská           |  |  |  |  |  |  |  |                       |
|                     |                         |  |                        |                              |  |  |  |  |  |  |  |                       |
|                     | Ferdinand Portugalský   |  |                        |                              |  |  |  |  |  |  |  |                       |
|                     |                         |  |                        |                              |  |  |  |  |  |  |  |                       |
|                     |                         |  |                        | Ferdinand I. Aragonský       |  |  |  |  |  |  |  |                       |
|                     |                         |  |                        |                              |  |  |  |  |  |  |  |                       |
|                     | Eleonora Aragonská      |  |                        |                              |  |  |  |  |  |  |  |                       |
|                     |                         |  |                        |                              |  |  |  |  |  |  |  |                       |
|                     |                         |  |                        | Eleonora z Alburquerque      |  |  |  |  |  |  |  |                       |
|                     |                         |  |                        |                              |  |  |  |  |  |  |  |                       |
|                     | Manuel I. Portugalský   |  |                        |                              |  |  |  |  |  |  |  |                       |
|                     |                         |  |                        |                              |  |  |  |  |  |  |  |                       |
|                     |                         |  |                        | Jan I. Portugalský           |  |  |  |  |  |  |  |                       |
|                     |                         |  |                        |                              |  |  |  |  |  |  |  |                       |
|                     | Jan Portugalský         |  |                        |                              |  |  |  |  |  |  |  |                       |
|                     |                         |  |                        |                              |  |  |  |  |  |  |  |                       |
|                     |                         |  |                        | Filipa z Lancasteru          |  |  |  |  |  |  |  |                       |
|                     |                         |  |                        |                              |  |  |  |  |  |  |  |                       |
|                     | Beatrix Portugalská     |  |                        |                              |  |  |  |  |  |  |  |                       |
|                     |                         |  |                        |                              |  |  |  |  |  |  |  |                       |
|                     |                         |  |                        | Alfons z Braganzy            |  |  |  |  |  |  |  |                       |
|                     |                         |  |                        |                              |  |  |  |  |  |  |  |                       |
|                     | Isabela z Braganzy      |  |                        |                              |  |  |  |  |  |  |  |                       |
|                     |                         |  |                        |                              |  |  |  |  |  |  |  |                       |
|                     |                         |  |                        | Beatriz Pereira de Alvim     |  |  |  |  |  |  |  |                       |
|                     |                         |  |                        |                              |  |  |  |  |  |  |  |                       |
| Beatrix Portugalská |                         |  |                        |                              |  |  |  |  |  |  |  |                       |
|                     |                         |  |                        |                              |  |  |  |  |  |  |  |                       |
|                     |                         |  | Ferdinand I. Aragonský |                              |  |  |  |  |  |  |  |                       |
|                     |                         |  |                        |                              |  |  |  |  |  |  |  |                       |
|                     | Jan II. Aragonský       |  |                        |                              |  |  |  |  |  |  |  |                       |
|                     |                         |  |                        |                              |  |  |  |  |  |  |  |                       |
|                     |                         |  |                        | Eleonora z Alburquerque      |  |  |  |  |  |  |  |                       |
|                     |                         |  |                        |                              |  |  |  |  |  |  |  |                       |
|                     | Ferdinand II. Aragonský |  |                        |                              |  |  |  |  |  |  |  |                       |
|                     |                         |  |                        |                              |  |  |  |  |  |  |  |                       |
|                     |                         |  |                        | Fadrique Enríquez de Mendoza |  |  |  |  |  |  |  |                       |
|                     |                         |  |                        |                              |  |  |  |  |  |  |  |                       |
|                     | Jana Enríquezová        |  |                        |                              |  |  |  |  |  |  |  |                       |
|                     |                         |  |                        |                              |  |  |  |  |  |  |  |                       |
|                     |                         |  |                        | Mariana Fernández z Córdoby  |  |  |  |  |  |  |  |                       |
|                     |                         |  |                        |                              |  |  |  |  |  |  |  |                       |
|                     | Marie Aragonská         |  |                        |                              |  |  |  |  |  |  |  |                       |
|                     |                         |  |                        |                              |  |  |  |  |  |  |  |                       |
|                     |                         |  |                        | Jindřich III. Kastilský      |  |  |  |  |  |  |  |                       |
|                     |                         |  |                        |                              |  |  |  |  |  |  |  |                       |
|                     | Jan II. Kastilský       |  |                        |                              |  |  |  |  |  |  |  |                       |
|                     |                         |  |                        |                              |  |  |  |  |  |  |  |                       |
|                     |                         |  |                        | Kateřina z Lancasteru        |  |  |  |  |  |  |  |                       |
|                     |                         |  |                        |                              |  |  |  |  |  |  |  |                       |
|                     | Isabela Kastilská       |  |                        |                              |  |  |  |  |  |  |  |                       |
|                     |                         |  |                        |                              |  |  |  |  |  |  |  |                       |
|                     |                         |  |                        | Jan Portugalský              |  |  |  |  |  |  |  |                       |
|                     |                         |  |                        |                              |  |  |  |  |  |  |  |                       |
|                     | Isabela Portugalská     |  |                        |                              |  |  |  |  |  |  |  |                       |
|                     |                         |  |                        |                              |  |  |  |  |  |  |  |                       |
|                     |                         |  |                        | Isabela z Braganzy           |  |  |  |  |  |  |  |                       |
|                     |                         |  |                        |                              |  |  |  |  |  |  |  |                       |